# Бути людиною
«Бути людиною» (англ. «Being Human») — британський фентезійний телесеріал, що виходив у 2008—2013 роках на каналі BBC Three. Серіал створив Тобі Вітхаус. Пілотний епізод було випущено в ефір 18 лютого 2008 року.

## Сюжет
Головні герої три істоти: вампір, який намагається всіма силами відмовитися від своєї сутності і бути людиною, перевертень, який боїться наближення повного місяця і ненавидить ту істоту, в яку він перетворюється і, нарешті, привид, який веде домашнє господарство і трясеться від кожного незнайомого шороху. Вся ця трійця усіма силами намагається жити як звичайні, живі люди, але зізнатися, у них це дуже погано виходить. Бути людиною — дуже складне заняття.

## У ролях
|               | Актор          | Період    |
| ------------- | -------------- | --------- |
| George Sands  | Рассел Тові    | 2008-2012 |
| Annie Sawyer  | Ленора Крічлоу | 2008-2012 |
| John Mitchell | Ейдан Тернер   | 2008-2011 |
| Nina Pickerig | Сінед Кінен    | 2009-2011 |
| Tom McNair    | Майкл Соча     | 2011-2013 |
| Hal Yorke     | Деміен Молоні  | 2012-2013 |
| Alex Millar   | Kate Bracken   | 2012-2013 |

## Офіційні сайти
- Бути людиною  на сайті «BBC Online»(англ.)